# 都市対抗野球大会 (沖縄県勢)
本項は、都市対抗野球大会における沖縄県勢の戦績についてまとめたものである。

## 概略
- 沖縄県は戦前、九州地区に属していた。戦後の米軍占領下においては予選参加が認められていなかったが、1964年（第35回大会）と1969年（第40回大会）には記念大会の事業として1チームが招待された。
- 1972年（第43回大会）では、沖縄県の本土復帰を記念して1チームが本大会に招待され、翌年からは九州地区に所属。2000年（第71回大会）も沖縄県に出場枠が与えられた。
- 県勢として九州地区を勝ち上がったのは2009年（第80回大会）の浦添市・沖縄電力が初めて。県勢は本大会未勝利である。

## 通算成績
（第95回大会まで。中止となった第15回大会を除く。以下本項において同じ。）
- 延べ出場回数　8回
- 優勝回数　なし
- 準優勝回数　なし
- 通算勝敗　0勝8敗（勝率 .000）

## 出場チームの戦績
| 年     | 回     | 都市・チーム       | 成績      | 試合結果 | 試合結果                       |
| ------ | ------ | ------------------ | --------- | -------- | ------------------------------ |
| 1964年 | 第35回 | 那覇市・琉球煙草   | 1回戦敗退 | 1回戦    | ● 0－12 倉敷レイヨン（岡山市） |
| 1969年 | 第40回 | 那覇市・琉球生命   | 2回戦敗退 | 2回戦    | ● 0－6 河合楽器（浜松市）      |
| 1972年 | 第43回 | 那覇市・オール那覇 | 1回戦敗退 | 1回戦    | ● 0－5 電電九州（熊本市）      |
| 2000年 | 第71回 | 浦添市・沖縄電力   | 1回戦敗退 | 1回戦    | ● 6－13 トヨタ自動車（豊田市） |
| 2009年 | 第80回 | 浦添市・沖縄電力   | 2回戦敗退 | 2回戦    | ● 2－8 日立製作所（日立市）    |
| 2013年 | 第84回 | 浦添市・沖縄電力   | 1回戦敗退 | 1回戦    | ● 0－3 JR北海道（札幌市）      |
| 2014年 | 第85回 | 浦添市・沖縄電力   | 2回戦敗退 | 2回戦    | ● 2－3 Honda鈴鹿（鈴鹿市）     |
| 2024年 | 第95回 | 浦添市・沖縄電力   | 1回戦敗退 | 1回戦    | ● 0－1 トヨタ自動車（豊田市）  |

## 他県勢との対戦成績
| 都道府県 | 試合 | 勝 | 敗 | 分 |
| -------- | ---- | -- | -- | -- |
| 北海道   | 1    | 0  | 1  | 0  |
| 茨城県   | 1    | 0  | 1  | 0  |
| 静岡県   | 1    | 0  | 1  | 0  |
| 愛知県   | 1    | 0  | 1  | 0  |
| 三重県   | 1    | 0  | 1  | 0  |
| 岡山県   | 1    | 0  | 1  | 0  |
| 熊本県   | 1    | 0  | 1  | 0  |

## 都市別の他都市との対戦成績
（都市名は、最後に対戦した時点での名称を記す。）
| 都市   | 試合 | 勝 | 敗 | 分 |
| ------ | ---- | -- | -- | -- |
| 浜松市 | 1    | 0  | 1  | 0  |
| 岡山市 | 1    | 0  | 1  | 0  |
| 熊本市 | 1    | 0  | 1  | 0  |

| 都市   | 試合 | 勝 | 敗 | 分 |
| ------ | ---- | -- | -- | -- |
| 札幌市 | 1    | 0  | 1  | 0  |
| 日立市 | 1    | 0  | 1  | 0  |
| 豊田市 | 1    | 0  | 1  | 0  |
| 鈴鹿市 | 1    | 0  | 1  | 0  |